# Grad Burgdorf
Grad Burgdorf v Emmentalu je grad iz 11. stoletja na najvišji točki mesta Burgdorf v kantonu Bern v Švici. Kot eden največjih visokih aristokratskih gradov v obdobju Hohenstaufen je skupaj z gradom Thun in nekaj drugimi objekti v Švici posvetni dvojnik velikih romanskih cerkva in s tem spomenik državnega pomena. Od leta 2020 je v gradu mladinski dom, restavracija in nov muzej.

## Zgodovina
Edinstvene topografske razmere so že v zgodnji zgodovini vodile do gradnje utrdb in kasneje do nastanka legend. Visoka srednjeveška trdnjava je bila prvič omenjena v dokumentu leta 1130. Grad je skupaj z burgundskim premoženjem v 11. stoletju prešel h grofom Rheinfelden in leta 1090 vojvodom Zähringen.
Berchtold V. von Zähringens je grad okoli leta 1200 razširil v palačno rezidenco, ker je želel, da postane južno središče načrtovane ozemeljske države Zähringen nad Renom. S smrtjo Berchtolda leta 1218 je državna struktura razpadla; dediščina na južni strani Rena je prešla na grofe Kyburg. Grad Burgdorf je bil središče njihovih zahodnih posesti; propad grofov von Neu-Kyburg je leta 1383 pripeljal do obleganja Burgdorfa s strani Berna in konfederacij - s prvo uporabo topništva v Švici.
Leta 1384 sta mesto in republika Bern od obubožanih Kyburgov kupila posestvo in grad Burgdorf. Grad je bil sedež bernske okrožne uprave že 623 let, prekinjen je bil le med letoma 1798 in 1804, ko je tu vodil svoj mednarodno znani izobraževalni inštitut Johann Heinrich Pestalozzi. Do leta 1798 je bil med drugim sedež bernskega sodnega izvršitelja Friedricha Bondelija (1705–1761), očeta Julie Bondeli. Od leta 1885 je tu grajski muzej, kar pomeni, da so najpomembnejši prostori in stolpi vedno dostopni javnosti. V drugi polovici 20. stoletja so bili v gradu guvernerjeva pisarna, dvor in deželni zapor. Leta 2012 je kantonalna uprava grad zapustila zaradi kantonalne upravne reforme.
Kot sedež vojvodske družine Zähring, ki je bila odločilna za ustanovitev dežele Bern in je bila na gradu ovekovečena z znamenitim napisom, je imel grad Burgdorf osrednjo, konstitutivno vlogo pri nastanku države Bern. Od tod je bilo ustanovljeno mesto Bern.

## Arhitektura in umetnost
Grad, ki je razdeljen na glavni grad in podgradje, je ohranil vse bistvene dele iz svoje glavne gradbene dobe. Racionalna, sistematična razporeditev glavnih prostorov, ustvarjenih okoli leta 1200, je še vedno prevladujoča in kombinacija kubičnih struktur v prevladujoči višinski situaciji je še vedno učinkovita. Zunanje podgradje sestavljajo stolp na vratih, krožna stena z obzidjem in 45 m globok vodnjak. Glavni grad je sestavljen iz kvadratne trdnjave, visokega stanovanjskega in obrambnega stolpa, južnega in severnega trakta, ki sta na severni strani obdana z masivnimi okroglimi zidovi z dvema polkrožnima stolpoma.
Grajska planota s severa ščitita dva samostoječa visoka obrambna stolpa in masiven obrambni zid iz 13. stoletja, obdan z jarkom, obzidjem in manjšimi stolpi. Na jugu so reprezentativne velike zgradbe štirinadstropne palače in dvorana, ki je vsebovala skupaj tri velike dvorane, od katerih je ohranjena najmanjša, današnja tako imenovana viteška dvorana. Prostor največje sobe v dvorani je bil v 16. stoletju (danes dvor in guvernerjeva pisarna) razdeljen na dve nadstropji in številne posamezne prostore. Tam sta bili dve grajski kapeli, od katerih je ohranjena manjša z gotskimi freskami. V dvorani je romanska viteška dvorana in kapela s freskami iz okoli leta 1330, ki prikazujejo prizore iz življenja Janeza Krstnika in dele zgodbe o pasijonu.
Bergfrid in palas iz druge polovice 12. stoletja sta med najzgodnejšimi opečnimi zgradbami v Švici. Glavna gradbena faza zähringenovega gradu je odprla post-rimsko proizvodnjo opeke v Švici. Kakovost opečne vezi, prvotno obdelane zunaj in znotraj, je presenetljiva; prevladujoča rdeča barva glavnih stavb je navzven knežji simbol. Bern je nadaljeval s tem sijajem, ko je palas okoli leta 1430 dobil novo strešno konstrukcijo in so njegove ogromne strešne površine s postekljenimi ploščicami dobile geometrijske vzorce. Previdno ravnanje, ki je značilno za bernsko gradbeno politiko v Burgdorfu in dokaz dejstva, da je Bern videl sebe kot pravnega naslednika kraljevih hiš, je ta glavni spomenik srednjeveške sekularne arhitekture v Švici ohranilo stoletja.